# Улица Салтыкова-Щедрина (Тверь)
Улица Салтыко́ва-Щедрина́ — улица в Центральном районе города Твери, проходит от площади Пушкина и Советской улицы до площади Славы.

## Расположение
Начинается от площади Пушкина и улицы Советской напротив стелы «Город воинской славы». Продолжается в юго-западном направлении. Пересекает улицы Крылова, Пушкинскую, Медниковскую, Симеоновскую, переходящую в Чернышевскую. После Чернышевской улица становится пешеходной и заканчивается у площади Славы.
Часть улицы, не связанная с основной и отделённая от неё площадью Пушкина, проходит между улицей Рыбацкой и набережной Степана Разина.

## История
Улица была проведена по первому плану регулярной застройки центра города в составе предместья.
Улица Салтыкова-Щедрина изначально называлась Пивоварским или Пивоваренным переулком, так как всю чётную сторону северного квартала занимала пивоварня.
Улица застраивалась двух- и одноэтажными жилыми домами: северная половина главным образом каменными, а южная — в основном деревянными.
В 1939 году Пивоваренный переулок переименовали в честь Михаила Салтыкова-Щедрина. В 1950—1970-х годах были построены новые здания, часть старых снесена, часть отреставрирована.

## Здания и сооружения
Здания и сооружения улицы, являющиеся объектами культурного наследия:
- Дом 21 — деревянный жилой дом, памятник архитектуры регионального значения;
- Дом 27 — Романовская школа 1913 года постройки;
- Дом 37 — музей Салтыкова-Щедрина;
- Дом 44 — городская усадьба, памятник истории регионального значения;
- Дом 46 — флигель, памятник архитектуры регионального значения.